# Distaplia
Distaplia är ett släkte av sjöpungar. Distaplia ingår i familjen Holozoidae.

## Dottertaxa tillDistaplia, i alfabetisk ordning[1]
- Distaplia alaskensis
- Distaplia australiensis
- Distaplia bermudensis
- Distaplia capensis
- Distaplia clavata
- Distaplia colligans
- Distaplia concreta
- Distaplia corolla
- Distaplia cuscina
- Distaplia cylindrica
- Distaplia dubia
- Distaplia durbanensis
- Distaplia florida
- Distaplia garstangi
- Distaplia livida
- Distaplia lucillae
- Distaplia magnilarva
- Distaplia megathorax
- Distaplia mikropnoa
- Distaplia muriella
- Distaplia occidentalis
- Distaplia pallida
- Distaplia progressa
- Distaplia prolifera
- Distaplia racemosa
- Distaplia regina
- Distaplia retinaculata
- Distaplia rosea
- Distaplia skoogi
- Distaplia smithi
- Distaplia stylifera
- Distaplia systematica
- Distaplia tahihuero
- Distaplia tokioka
- Distaplia turboensis
- Distaplia vallii
- Distaplia violetta
- Distaplia viridis